# Joseph Shipandeni Shikongo
Joseph Shipandeni Shikongo OMI (ur. 8 lipca 1948 w Tyeye) – namibijski duchowny katolicki, wikariusz apostolski Rundu w latach 1994–2020.

## Życiorys
Święcenia kapłańskie otrzymał 20 grudnia 1980 w zgromadzeniu misjonarzy oblatów.

## Episkopat
14 marca 1994 papież Jan Paweł II mianował go wikariuszem apostolskim Rundu z tytularną stolicą Capra. Sakry biskupiej udzielił mu 22 maja 1994 ówczesny prefekt Kongregacji ds. Ewangelizacji Narodów - kardynał Jozef Tomko. Współkonsekratorami byli Bonifatius Haushiku, ówczesny arcybiskup Windhuku i Ambrose De Paoli, ówczesny nuncjusz apostolski w Republice Południowej Afryki. 16 listopada 2020 roku papież Franciszek przyjął jego rezygnację z pełnionej funkcji.